# Тандиа
Тандиа (Tandia) — мёртвый язык, который относится к австронезийской языковой семье и к предполагаемой чендравасихской группе, на котором говорили на перешейке Бёрдс-Хэд, южнее полуострова Вандамен и реки Вохсими, региона Западная Новая Гвинея в Индонезии. Это язык не был тесно связан с другими языками. Носители тандиа перешли на язык вандамен.